# 心臟
心臟，簡稱心，是動物循環系統中推動血管内血液的肌造器官。脊椎动物的心脏位于体腔前部、消化管腹侧、围心腔中，為由特殊结构与功能的肌肉、纤维组织构成的中空肌性器官；人體心臟則位於胸部縱膈腔的中間偏左手側。
人類、其他哺乳類、鸟類的心臟可分為四個腔室：左右心房（上半部）、左右心室（下半部）。通常右心室以及右心房會被合稱為右心，而左心房與左心室則被合稱為左心，兩者又合稱為心臟。另一方面，魚類則有兩個腔室——一個心房、一個心室；而兩棲類、爬蟲類則有三個腔室。
健康的心臟會透過心瓣使血液維持單一方向的流動，並藉此避免發生回流的問題。心臟被一種稱為心包的保護性袋狀物所圍繞，在心膜中有包含少量的心包液。心膜是由三層所構成：心外膜、心肌層、以及心內膜。
動物血液提供身體氧氣以及養分，同時也協助身體移除代謝廢棄物，而動物心臟負責全身的血液循環。循環又分為體循環和肺循環兩種。體循環負責身體大部分的血液運輸，身體的缺氧血會先由上腔和下腔靜脈回流到心臟右心房，之後再進入右心室。右心室會將缺氧血泵入肺臟進行氣體交換，這部分與肺臟相關的循環系統稱為肺循環。缺氧血在肺臟得到氧氣並排出二氧化碳後變成顏色較鮮艷的充氧血。接下來，充氧血會回到左心房，經過左心室後由主動脈輸送至全身，再次回到了體循環系統，而在肺臟獲得的氧氣將會被用來供全身進行新陳代謝成為二氧化碳再經心臟流入肺臟排除。通常每一次心跳，右心室會輸出到肺部與左心室輸出到主動脈相等的血液量。靜脈運輸血液到心臟，而動脈則運輸血液離開心臟。靜脈通常血壓會比動脈血壓來得低。心臟壓縮的速率在人休息時，大約是每分鐘72次。運動會短暫的增加心跳速度，但長期而言會降低靜止心率，同時也對心臟健康有幫助。
2008年，心血管疾病成為全球最常見的死因，大約佔了30%的死亡人數。而在這些死亡的案例當中，有超過四分之三是因為冠狀動脈疾病和中風而死亡。心血管疾病的風險因素包含：抽煙、體重過重、運動不足、高膽固醇血症、高血壓、以及缺乏控制的糖尿病。心血管疾病的診斷通常會以聽診器進行聽診確認心音的狀況、也有用心電圖、或是心臟超音波。心臟相關疾病通常由心臟病學專家來治療，不過也有可能會有其他的醫學領域專家一齊合作醫治。

## 概述

心臟位於胸腔的中心。肌肉量較大的左側和心臟的頂點略微指向左側。

人的心臟

學理方面，心臟（拉丁文-解剖学词：Cor，希腊语-病理学：Kardia）是一个位于脊椎动物胸部的中空肌性纤维性器官，外披心包，是循環系統的动力部分。心脏具有自律心肌细胞，它们通过起搏电流产生节律性的动作电位，带动工作心肌细胞进行有规律的收缩，将血液送往全身组织。心脏另有内分泌功能，其分泌的肽类激素可起到调节血压、尿量及人体内水平衡的作用。而其功能会受到自身机制，神经系统和激素精细的共同调节。第一个真正的心脏可能出现在5亿2000萬年前寒武纪第一批脊椎动物中（如耳材村海口鱼）。心脏的心房心室划分和运作机制与该动物的体形和具体生存习性（即生态学上所说的生态位）相适应。心脏的正常运作对生命至关重要，是动物胚胎期最早出现的器官之一。

## 心臟的发生

### 心脏的进化
无脊椎动物——如昆虫（Insecta）——的循环系统是开放式的，血液会流进体腔中（见血淋巴）。而有着封闭式循环系统（体液，包括血液和淋巴会经闭合的管道——血管和淋巴管流经全身，而不是流入体腔中直接与身体器官接触）的头足动物和环节动物，如蚯蚓也没有真正的心脏。它有的是五个动脉弓，作用和心脏相似。
對脊椎动物而言，身体器官的分化和发育都受心脏制约。心脏是胚胎发育中首先形成的器官之一，例如鸡的心脏在受精后30小时就开始跳动，而当时其躯体还不足以容纳心脏。人的心脏在受精后4周即運作，当时其胚胎只有5毫米。
横切动物胚胎作动态观察，可见中胚叶外侧板的内脏叶，在咽后方，肠的腹侧部分对称增厚（某些动物成体的心脏就是位于此，但哺乳类动物的心脏会经历一系列复杂的体位变化，被转移到胸腔）。这对中胚层折叠相对向中线靠拢，融合并形成一中空长管。这根管的两端附于两旁组织，除此之外却是可动的。可动的部分在体腔中生长，并形成4个腔隙，并相继开始收缩，最终构成心脏。心脏雏形一旦形成，就会被两层膜所包绕：内膜（Endocard）和外膜（Epimyocard）。内膜后来会成为心内膜，外膜最终发展成为心肌层（Myocard）和心外膜（Epicard）。

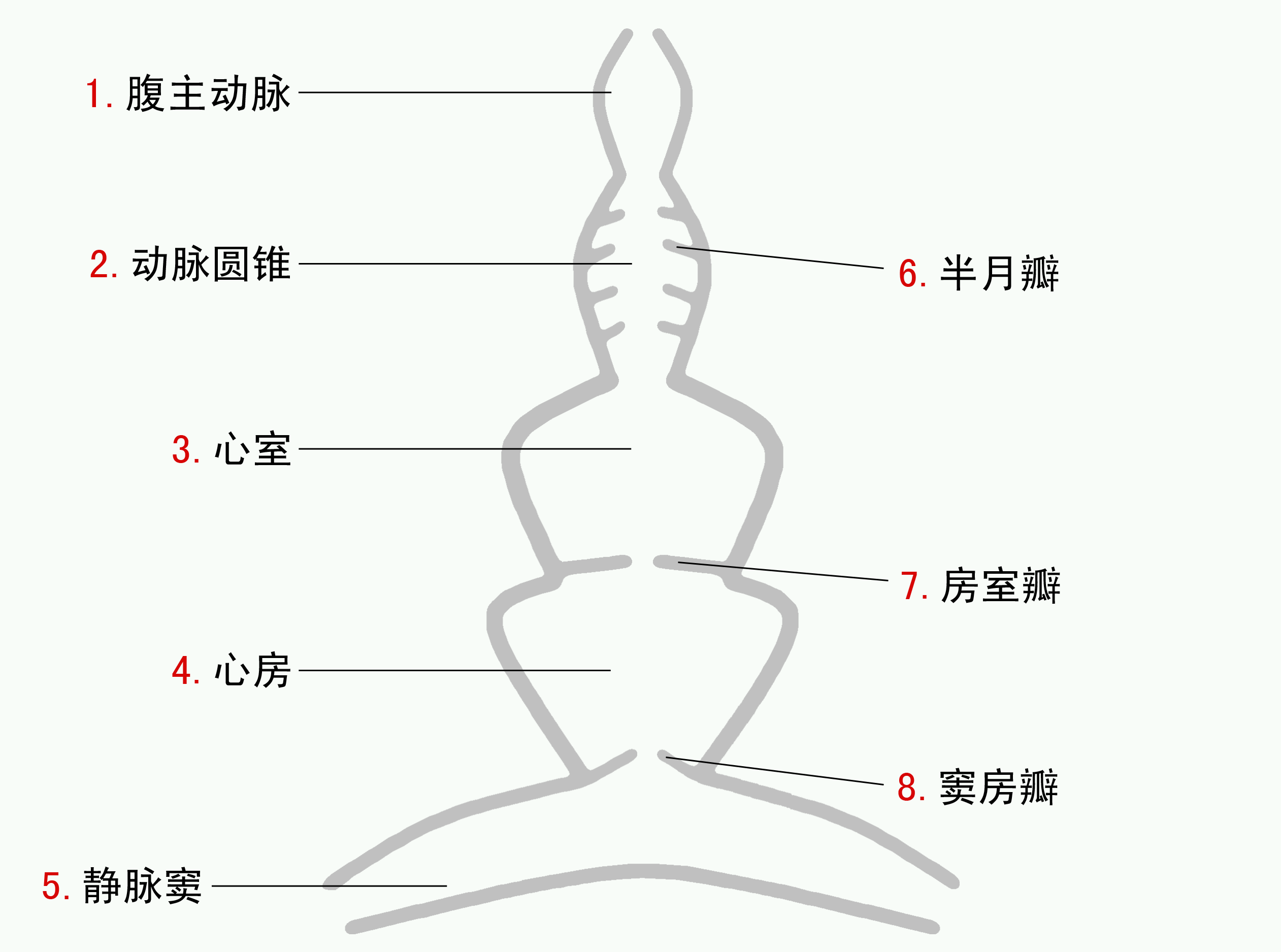
脊椎动物可能的原始心脏。而这一结构和脊椎动物胚胎發育中心脏的形态相似。注释：1-腹主动脉（Aorta ventralis）2-动脉圆锥（conus arteriosus）3-心室4-心房5-静脉窦（sinus venosus）6-半月瓣7-房室瓣8-窦房瓣

原始心脏的结构，可以从胚胎期心脏的结构中了解。这是一根管道上有四个腔隙，并会相继收缩。含氧量低的血液由此而被送进动脉中，这种心脏泵出的血流只有一股。圆口纲和鱼类，如文昌鱼心脏就是这种原始样式，但它已经可以与血管区分开来。心脏的过渡类型则为总鳍鱼类，两栖动物和爬行动物打出混合血的心脏。这种过渡心脏可能发生于4亿年前。它们的心房心室有开始分开的迹象，这与这些动物已开始用肺呼吸有重要联系。（这可从同为兩棲动物的无肺蝾螈身上看出，无肺蝾螈的房间隔退化。同样，对肺呼吸依赖性不强的有尾目，其双循环泵功能也有所减弱。）未完全分隔的心脏却能根据动物的需要改变其缺氧血含氧血的大概流向。血液能够被导向到如皮肤，鳃等呼吸部位。这对鳄鱼，龟这些有时不用肺呼吸的动物有非常大的好处。
到了无尾目，动脉圆锥开始被螺旋型的折叠部分分开。鸟类和哺乳类的则是两分的。这是真正的双循环泵。进入肺循环的血液动能较低，以保护脆弱的肺组织。进入体循环的血液，行程长，分支多，阻力大，需要的动力较肺循环的多。但是爬行动物的动脉圆锥则是三分的。這一不同对要解释前两者如何从一些已知的爬行类动物中分离进化过程，构成了一定困难。有人认为，这可能是进化过程中，鸟类哺乳类动脉圆锥的发生放弃了最后一部划分，只成为了两分心室。
蓝鲸的心脏和小汽车一样大，有半吨重。

### 心脏的发育
要了解心脏的进化过程，最好观察哺乳类动物心脏的发育过程。心脏的发育过程，在一定程度上（不是完全的）再现了其本身的进化过程。
以下详述人的心脏发育过程。
在人的胚胎期，心脏发生于胚盘头端，口咽膜前方的中胚层，即所谓的生心区。其前方为原始横膈。心脏首先形成其外形，然后进行内部分隔。

#### 原始心臟的形成

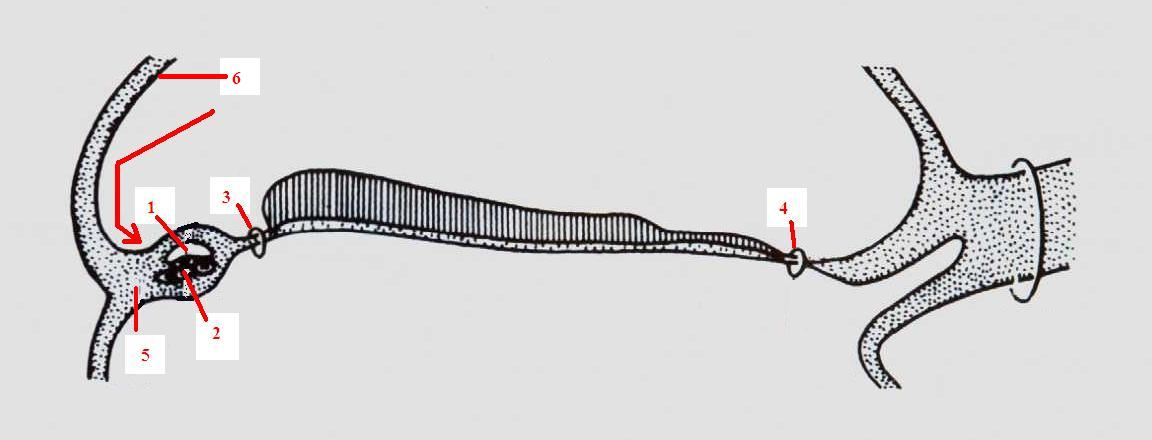
1-围心腔，2-生心板，3-口咽膜，4-泄殖腔膜，5-原始隔膜，6-羊膜

受精后第18到19天，生心区的中胚层中出现围心腔和一对生心板两个结构。生心板里有中空结构心管。后来心管与周围的间充质陷入到围心腔中。间充质形成的心肌外套层，将来会发展为心外膜和心肌膜。而内皮和心肌外套层之间的结缔组织，即心胶质，将来则发展为心内膜的内皮下层。

#### 外形形成
心管的头端与动脉相连，尾端与静脉相连。然后心管形成三个膨大：心球、心室和心房。后来在心房的末端，会在形成一个稱為静脉窦的鼓脹區域。心球和心室因生长速度快于心包腔的扩展速度，两者会形成一U型的球室袢的结构。但隨後受到食管與心球的压制，心室因而向左右两方向扩展。心房扩大，房室之间形成房室管。心球的尾段融入心室，成为原始右心室。原来的心室成为原始左心室。两者之间由室间沟分隔。

#### 内部分隔
第5周初，心脏外形基本建立。然后开始内部分隔。这些分隔是同时进行的。
房室管的心内膜组织增生，形成一对心膜垫。它们彼此融合，将房室管分隔为左右房室孔。房室孔内的间充质之后会形成两尖瓣和三尖瓣。

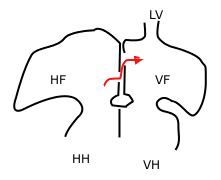
房间隔和房间孔

而心房的分隔则发生在第4周末。心房顶部背侧壁出现第一房间隔，在第一房间隔向心内膜垫方向生长并最终与后者融合之前，会出现两个孔，分别为：第一房间孔和第二房间孔。第一房间孔闭合。第二房间孔在一段时间内仍作为左右心房沟通的管道存在。后来它为厚的第二房间隔所遮闭。第二房间隔的前后缘会在与心内膜垫接触时，下方留下一个卵圆孔。直至出生后，第一第二房间隔因为血流的压力互相紧贴并最终融合，彻底分开两心房。
静脉窦右角后来会被吸收并入右心房，成为永久性右心房的光滑部，原始右心房则成为右心耳。通过房间隔进入原始左心房的肺静脉后来分为四条，后来直接开口于左心房。由肺静脉参与形成的部分成为了永久性左心房的光滑部。原始左心房也成为了左心耳。
心室底壁组织形成的室间隔肌部也向着心内膜垫生长，其方向与房间隔相反。在它完全与心内膜垫融合之前，会在其上缘的地方形成一个室间孔。这个孔后来大部分由心球内部形成的球嵴所闭合，其余的则是为心内膜垫所闭合。这样就形成了室间隔膜部。
而动脉干与心球的内膜组织增生，上段被称为动脉干嵴，下段则成为球嵴。两者对生，后来融合，成为主动脉肺动脉隔，它将动脉干和心球分隔为肺动脉干和升主动脉。两者的基部内膜增厚，形成半月瓣。

## 心脏的解剖学特征

### 位置和邻近器官

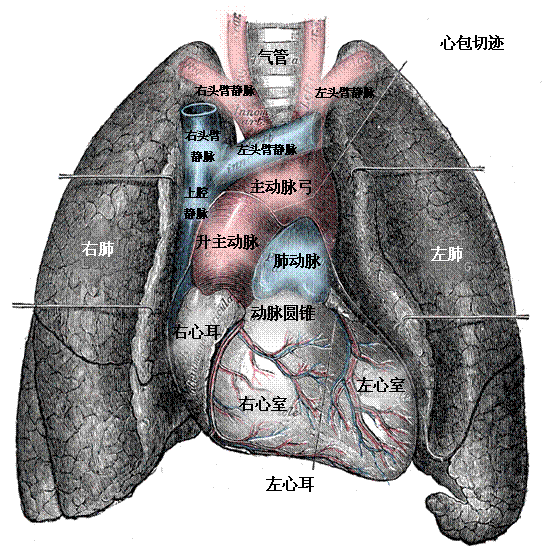
人的心脏和肺。圖片来自《格雷氏解剖學》（Gray's Anatomy）

脊椎动物的心脏位其于胸部（Thorax），消化道腹面。心脏由肋骨保护，可以减少外来撞击而引起损伤的危险。
人的心脏前方平对胸骨体和第2～6软肋，后方平对5～8胸椎，两侧与肺和胸膜腔相邻。
牛的心脏位于3到6肋之间。人的心臟位於左鎖骨中線，胸骨後方由第二肋間到第五肋間。两侧与肺相临，下方为膈。上方为出入心的大血管。心脏后方隔着心包腔与支气管，食管，迷走神经和胸主动脉为邻。心的长轴与正中线呈45度角。
但心有时因胚胎發育的原因，可以反位，成为右位心，心尖指向右下方，如正常心的镜像，同时常伴有腹腔内脏器的反位。但右位心并无功能和结构上的改变。

### 表面

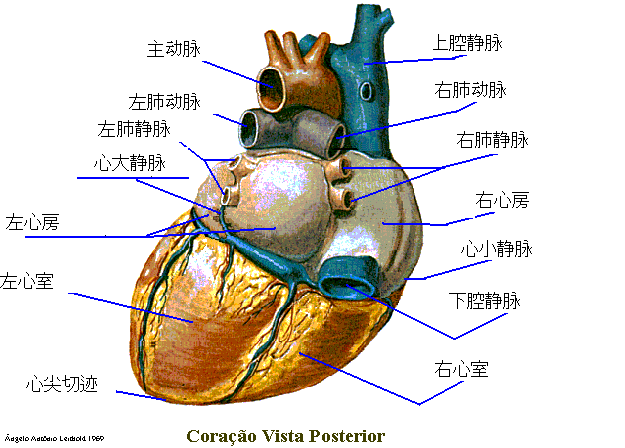
心的背侧

心内血流图解机制。心的正面观，蓝色成分表示脱氧血流路径，红色成分表示含氧血流路径

哺乳类动物的心的外表可被描述为，一尖，一底，两面，三缘，表面四条沟：
- 一尖，指的是心尖（cardiac apex）。它是由左心室构成。
- 一底，指的是心底（cardiac base）。朝向右后上方。主要由左心房和小部分右心房构成。
- 两面指的是前面的胸肋面和下面的膈面。
- 三缘指的是下缘（锐缘），左缘（钝缘）和右缘（不明显）。
- 表面四条沟可视为四个心腔的表面分界。它们分别为冠状沟（房室沟），前室间沟和后室间沟（左右心室）和后房间沟（左右心房）。

### 供血
心脏本身由冠脉循环的血液所营养。左右冠状动脉是由主动脉的根部发出的。而含氧量低的静脉血主要通过冠状静脉匯流入心。心的重量占全身体重的0.5%左右，但其血流量竟达全身血流量的5%，为250毫升／分钟。其血氧利用率已快达极限，动静脉含氧量差达14%。因此当心肌需氧时，有效的方法只能是通过冠脉扩张加大血流量。

### 构成
心是由纤维性骨架，心壁和心间隔构成的。
- 纤维性骨架包括左右纤维三角，四个瓣纤维环，圆锥韧带，室间隔膜部和瓣膜间隔等。由致密结缔组织组成，提供心肌和心瓣的附着处。
- 心壁由心内膜，心肌层和心外膜（浆膜性心包的脏层）组成。人体左室壁可依临床应用分为：前壁（含前间壁）、侧壁（含高侧壁）、下壁、后壁。
- 心间隔由房间隔，房室隔和室间隔组成。

### 心腔
心腔（cardiac chamber）是心脏内由心壁包绕的空腔。例如人类的心腔有4个，是由房间隔、室间隔、房室口将心脏分成四部分（右心房、右心室、左心房和左心室），且左、右侧互不相通，心房（atrium）与心室（ventricle）间则经瓣膜口单向相通。
原始心脏可能正如上述一样的是“拉长”式的。但在这种能区分出心房心室的心脏中，心房总是位于心室的背侧或前端。实行单一循环的心脏基本上是对称的，但其余更高级的心脏则是明显不对称。肺鱼目和有尾目动物的心房已开始部分分隔。
两栖动物的心脏有两心房和一个心室，这也是两栖动物的特征之一。右心房接受体循环的静脉血，左心房则接受肺循环中的静脉血。两者共同流到心室中。但大部分的含氧量低的血液会在心室右方，准备进入体循环。其离心血中，头部和脑部的血液是含氧量高的血液。而射进动脉弓的血液则是混合血。而蛙类体表皮肤毛细血管具有气体交换功能，能够部分补偿体内氧气。其起搏主要是由静脉突起负责的。
爬行动物的心室开始分为左右两边，房间隔完善，但室间隔有室间孔（鳄鱼除外）。一般认为，其静脉窦已经并入右心房，执行起搏作用。
鸟类的心脏具有完善的两心房两心室。但尚不如哺乳类动物的完善。两者的静脉窦（sinus venosus）都和右房壁融合，（鸟类的还留有些许痕跡）形成日后的窦房结和静脉瓣。还有，鸟类的主动脉弓是向右的，而哺乳类的则是向左行的。
心脏内的心房和心室则是有一定安排的。血液首先从心外器官流入心房，再流入心室。经心脏收缩后，血液会自心室被推到动脉中去。右心房有上下腔静脉（wena cava superior et inferior）通入。而肺动脉中的血流则是由右心室发出。四支肺静脉通入左心房。而主动脉（aorta）则发自左心室。
因為左心室负责体循环，收縮力的要求比负责肺循环的右心室大。故左心室的室壁比右心室厚（9到12毫米，是右室壁的3倍）。
右心房分为由原始心房演变而来的固有心房和原始静脉窦右角发展而来的腔静脉窦。在右心房房间隔的右侧面中下部可见卵圆窝（fossa ovalis），是上述卵圆孔闭合的遗迹。
左心房则可根据胚胎来源被分为左心耳和左心房窦。
两个心室都可分为流入道和流出道。流入道壁上有纵横交错的肌性突起，被称为肉柱（trabeculae carneae）。而自心室壁发出，向心腔内突出的锥体性隆起则被称为乳头肌（papillary muscles），心瓣正是通过乳头肌的收缩和腱索的牵拉，才不会反折向心房。哺乳类动物有瓣膜防止血液倒流。二尖瓣复合体（mitral valve complex）和三尖瓣复合体（tricuspid valve complex）指的是瓣尖（或称瓣叶），瓣环，腱索和乳头肌共同组成的复合体。它们的正常运作是血液不倒流的前提之一。相对起流入道，流出道壁光滑平整，没有肉柱。

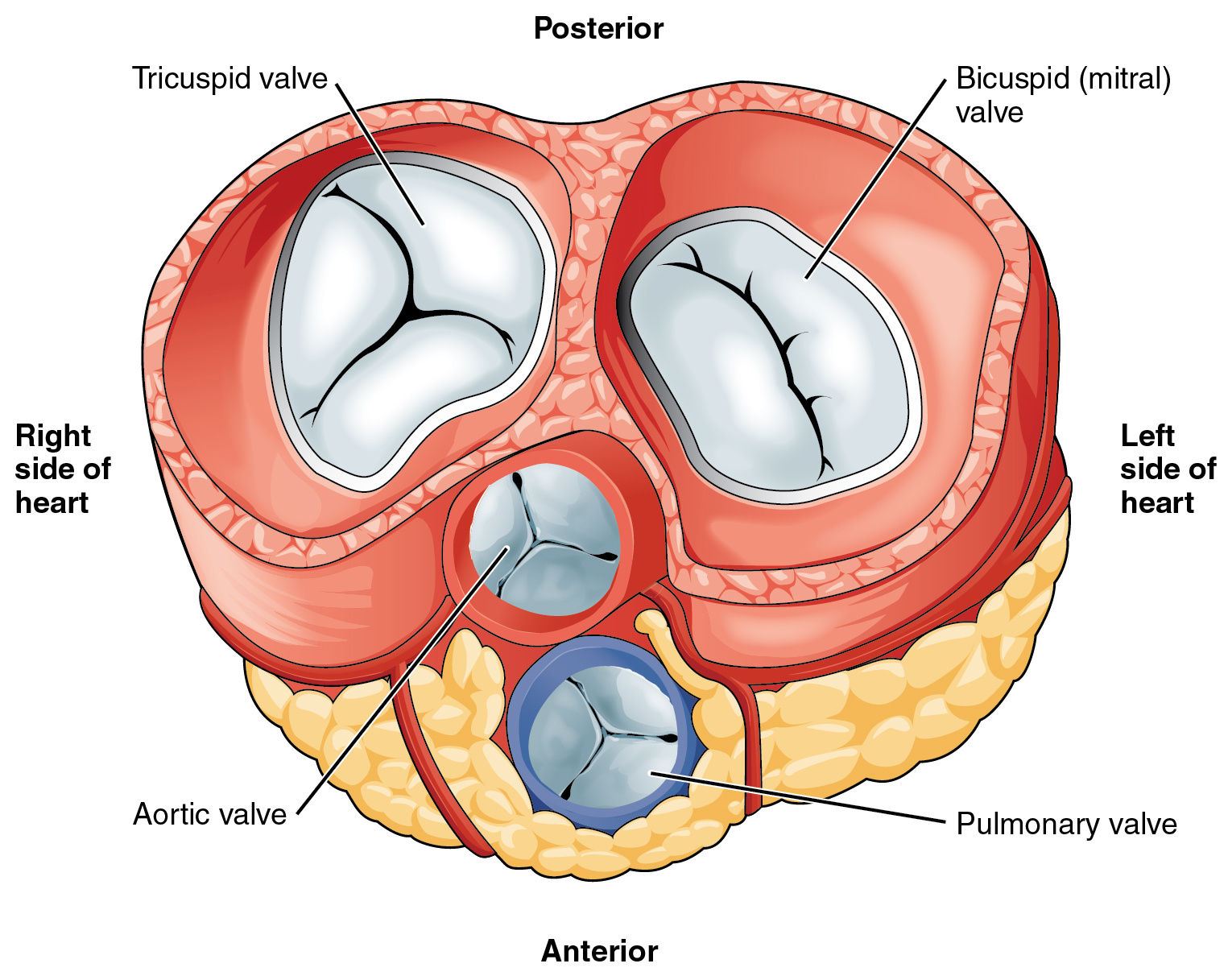
四心瓣的相对位置。
将大血管与两心房除掉后，由上方可见四心瓣：
二尖瓣（bicuspid）、三尖瓣（tricuspid）、
主动脉瓣（半月瓣，aortic）、肺动脉瓣（半月瓣，pulmonary）

### 心包
心包是包裹心和出入心大血管根部的圆锥形纤维浆膜囊，分为内层的浆膜心包（serous pericardium）和外层的纤维心包（fibrous pericardium）。前者分为壁层和脏层两层。脏层又称心外膜。脏壁两层在出入心根部互相移行。两层之间的潜在腔隙被称为心包腔（pericardial cavity）。内有浆液起润滑作用。在心包腔内，脏壁两层折返处的间隙被称为心包窦，主要有心包横窦，心包斜窦和心包前下窦三者。
纤维心包则是由致密的纤维结缔组织组成。它在出入心大血管的根部与后者的外膜相连接。

## 心肌细胞及其电生理学
心脏主要由心肌细胞（Myocardium）组成。心肌细胞分布不单在心壁上，临心大血管上也有心肌的分布。心肌也是横纹肌。相比起骨骼肌细胞，心肌细胞有其自身的特点：
- 自律心肌细胞具有自律性。即使离体的心脏仍表现出自律的舒张收缩活动。这主要是因为其4期自动去极化过程造成的。
- 心肌细胞互联成网，连接染色较深，称为闰盘（intercalated disk）。闰盘为相邻肌细胞连接处特化的细胞连接，光镜下呈深染的线状或阶梯状。横位上有中间连接和桥粒，纵位上有缝隙连接。胞间的紧密连结最重要的形式为缝隙连接（gap junction），该处的胞膜中有许多规则分布的柱状颗粒称为连接子（Connexon），后者横跨相邻细胞的细胞膜，使得兴奋信号能够更快的传递。紧密连接使整个心脏成为一个合胞体（functional syncytium）。
- 心肌细胞多数为单核细胞。
- 肌原纤维粗细不等，界限不明显。
- 横小管较粗。位于Z线水平。
- 肌浆网稀疏。纵小管不发达，终池少又小，横小管与一侧的终池形成二联体。心肌细胞的存钙能力低，收缩前要吸收细胞外的钙离子。
- 闰盘内有缝隙连接，是相接细胞的信息传导桥梁，是心肌传导性的基础。而闰盘的中间连接和桥粒，则能使相邻的心肌细胞牢固的连接在一起。
- 心肌因为有效不应期特别长，所以它们不会发生完全强直收缩。
- “全或无”式收缩。
- 无再生能力。
- 心肌细胞具有机械门控通道，可以因血流所导致的牵拉而开放，向中枢反映血流状态。

心肌细胞根据其功能属性分为：工作心肌细胞和自律心肌细胞两类。

### 工作心肌细胞
工作心肌细胞的肌原纤维丰富，具有自主性，传导性和兴奋性。执行收缩功能。它们是心房和心室壁的主要构成部分。

心室肌细胞的跨膜电位

#### 工作心肌细胞的跨膜电位
心室肌细胞的跨膜电位波形与骨骼肌细胞的有区别。其动作电位分为0，1，2，3和4五期。
- 静息电位。心室肌静息电位的形成与骨骼肌和神经纤维的有着相似的形成机制，其值为-90 mV。细胞膜内外的离子浓度分布存在差异。膜内的K+浓度是膜外的35倍。而膜外的Na+则比膜内要高。这样两种离子就在膜的两边形成了浓度差。而在心肌细胞中，Ca2+是很重要的一种参与因素。它的浓度膜外比膜内高。

静息状态的细胞膜对K+有一定通透性，而对Na+的通透性则要低得多。K+由细胞膜内向外流动的平衡电位是构成心室肌细胞静息电位的主要部分。但因为少量的Na+内流，所以静息电位与K+有偏差。
- 动作电位
  - 0期，又称为“去极化过程”。这是由于心室肌细胞在刺激下，少量电压门控式Na+通道开放，造成膜内电位上升，即去极化。当电位超过一“阈值”（-70 mV）时，Na+通道大量开放，导致急剧的去极化过程出现。直到Na+到达其平衡电位（+30 mV）为止。这就是上图中陡峭的上升支。
- 复极化
  - 1期，“快速复极初期”。这是膜内离子外流，主要是K+，造成的。1期和0期形成所谓的尖峰期。
  - 2期，“缓慢复极期”。这个时期有被称为“平台期”。过程缓慢。该时期，Ca2+的内流和K+的外流使得膜电位稳定维持在0 mV左右。而Ca2+的內流主要是通过慢钙离子通道实现的。而此时的钾离子通道，整体来说，通透性不高，激活和失活慢。所以两种离子的对流过程均显得缓慢。
  - 3期，“快速复极末期”。此期钙离子通道关闭，钙离子内流停止。而钾离子通道的通透性增大，使得之一过程变快。膜内电位恢复到-90 mV。
- 恢复期
  - 4期，“恢复期”。细胞膜上的钠钾泵，钙泵和钠钙交换体活动，以恢复静息电位时的离子浓度。需要说明的是不能将上述的钠钾泵和钠钙交换体只是在4期进行活动，实际上，它们的活动是持续进行的，对维持细胞膜的稳态起重要的作用。但在心动周期的不同时相，它们的活动强度可以因当时膜内外不同离子分布情况的改变而改变。

### 自律心肌细胞
自律心肌细胞丧失了收缩性，但它们和工作心肌细胞一样具有传导性和兴奋性。而且它们还具有独特的自律性，所谓自律性，就是这些心肌细胞在其动作电位的4期存在着一个自动去极化过程，并会产生新一轮的动作电位。自律性可以分为肌源性自律性和神经源性自律性。肌源性自律性指心肌细胞不需外来的神经刺激，就可以产生动作电位，但其自律性受到植物神经系统的调节，见于绝大多数脊椎动物的心脏。神经源性的自律性则与前者相反。神经源性自律性见于鲎。但鲎在胚胎發育阶段，心搏也是肌源性的。等到第28天，其神经發育完善后，其管状心脏的自律性才变为神经源性。
自律心肌细胞包括有窦房结细胞和浦肯野细胞。自律心肌细胞组成了心脏的特殊传导系统，鸟类和哺乳类动物的心脏的特殊传导系统已完善。人的起搏细胞集中在窦房结中，而在其他的哺乳类动物中尚见少量的起搏细胞分布在窦房结附近。
这个系统包括：

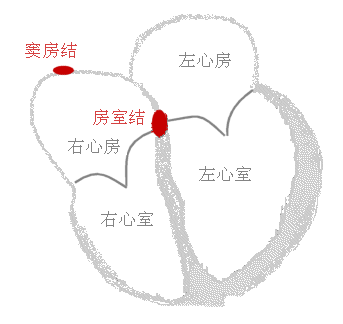
心脏特殊传导系统示意图

心脏的传导和心电图

- 窦房结（Sinoatrial node）。窦房结是正常心脏的起搏点，高低等脊椎动物都有该结构。在胚胎中，心室比心房出现得早，并最先搏动。心房后来出现，并带来了更高频率的节律。后来静脉窦加入。后者的自律性最高。后来在静脉窦中形成窦房结。窦房结也是整个特殊传导系统里面自律性最高的。平均每分钟为100次左右。而心房和心室依照当时自律频率最高的兴奋搏动。其形成的心脏节律被称为窦性节律。窦房结外的自律组织被称为潜在起搏点。但是，窦房结会通过抢先占领和超速驱动压抑两种手段保证自己的正常起搏点地位。

窦房结呈半月形，位于上腔静脉与右心房交界处界沟上1/3的心外膜底下。它含有P细胞和过渡细胞（Transitional Cells）。前者是Pacemaker Cell的简称。它们位于窦房结的中央部分，过渡细胞则相应地位于周边。过渡细胞将来自P细胞的冲动传递到心房肌。但兴奋如何由窦房结传到心房，则未有定论。现在一般认为，心房的兴奋传导是由心房肌细胞自身完成。而窦房结与房室交界之间有一些细胞排列整齐，传导速度比其他地方快，被称为优势传导通路。
窦房结到房室结之间是否也是自律心肌细胞目前还未确认，因为在电子显微镜下，没有发现这种特殊传导组织。如果没有，那么一些疾病（心房牵颤，心房扑动，室上性心动过速，预激综合征，....。）的诊断缺乏依据。究竟是什么细胞在传导，目前是一个模糊的概念。
- 房室结（atrioventricular node，AV node）房室结是正常情况下兴奋由心房传至心室的唯一途径。分为三个功能单位：房结区，结区（恒温动物）和结希区。恒温动物的房室结是由静脉窦和右心房融合的结果。
- 希氏束（Bundle of His），又称房室束，含浦肯野细胞，分为左右两束支。
- 浦肯野纤维网（Purkinje）是左右两束支的最后分支。从心内膜向心外膜延伸，并与心室肌细胞接触。

潜在起搏点可以在窦房結發生功能障碍时保证心脏仍能以较低的频率搏动，保证循环系统不至于瘫痪，但同时也是危险因素之一。当其自律性超过窦房结时，即：异位搏动，便会出现心律失常（Cardiac arrhythmia）。另一个心律失常的原因可以是心脏的传导通路發生堵塞。

#### 自律心肌细胞的跨膜电位
- 浦肯野细胞的跨膜电位

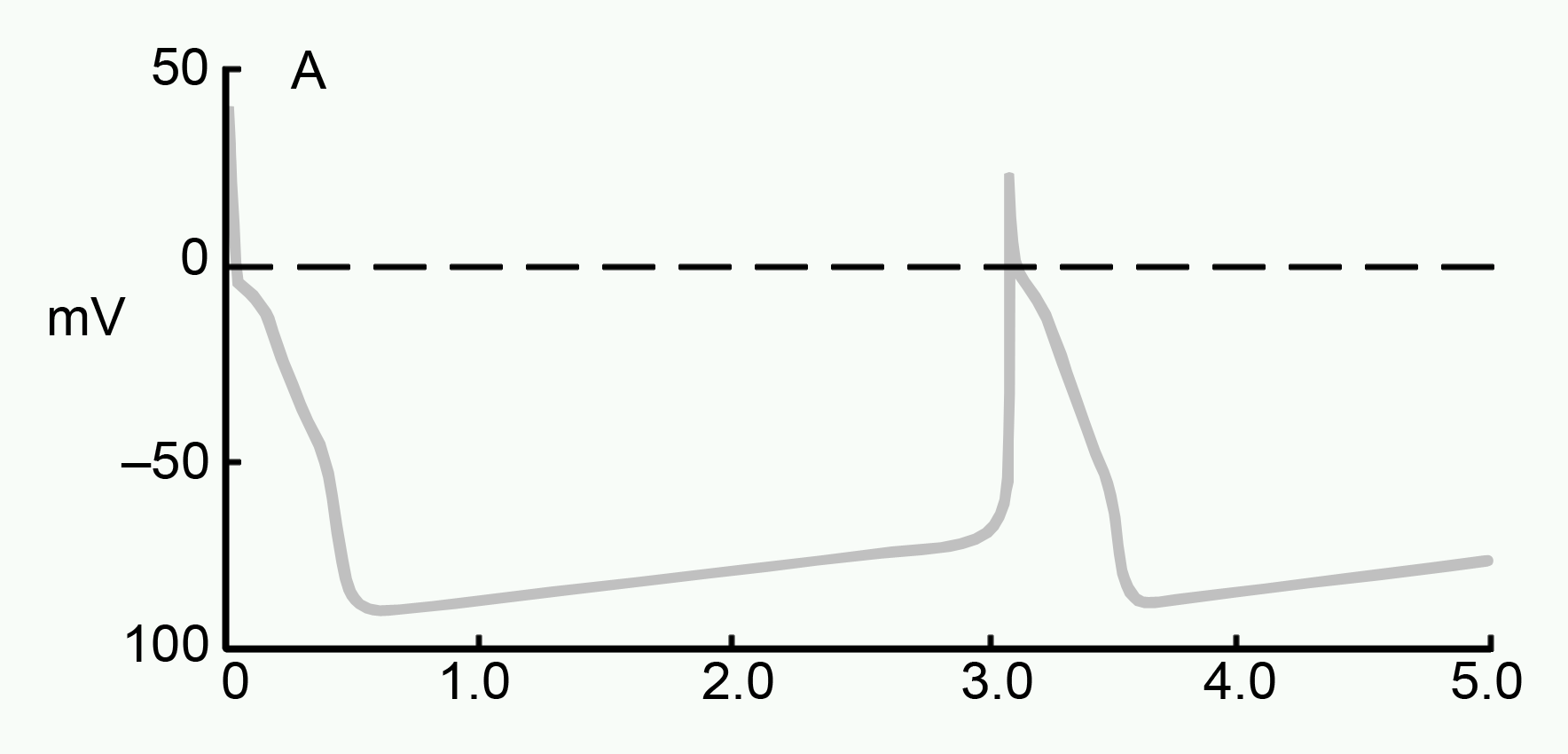
浦肯野细胞的跨膜电位

浦肯野细胞被称为快反应自律细胞。浦肯野细胞的跨膜电位变化与心室肌细胞的不同在于其4期。浦肯野细胞4期是“自动去极化期”。在3期，有一种Na+通道被激活，并且随时间延长而增大。这种“内向离子电流”就是所谓的“起搏电流”。
当自动去极化使得跨膜电位到达阈值时，会触發新一轮的动作电位。
- P细胞的跨膜电位

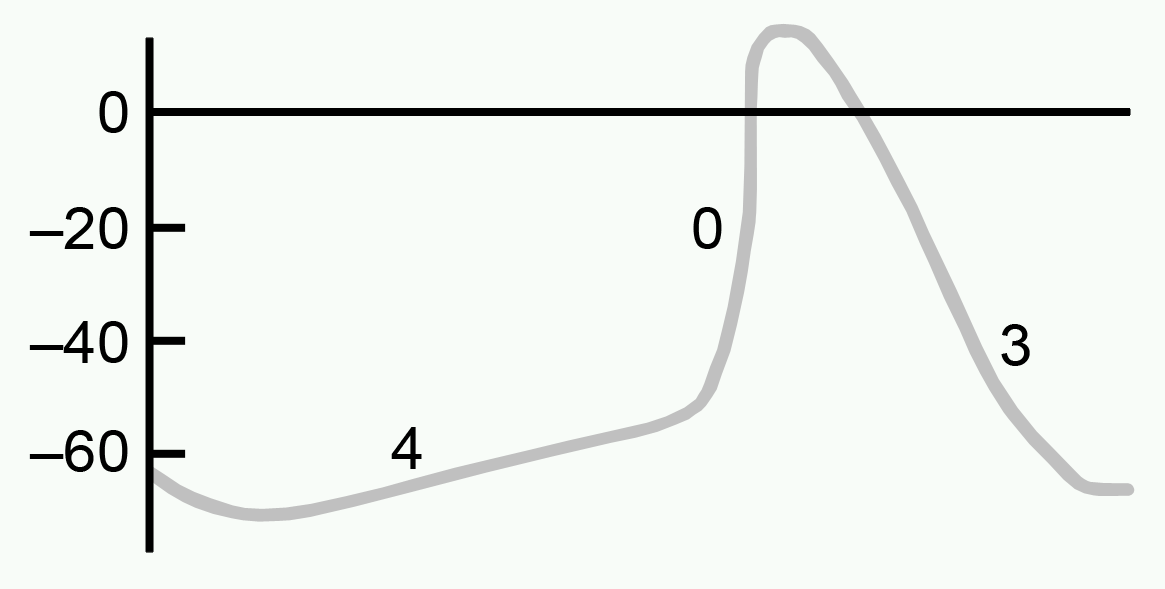
P细胞的跨膜电位

相比起浦肯野细胞，P细胞是慢反应自律细胞。它的静息电位和阈电位高，时程长。0期不陡峭。无明显的1和2期。而其0期去极的产生是由Ca2+内流引起的。而其4期自动去极化则是多种离子参与的结果。

#### 心电图与心电轴

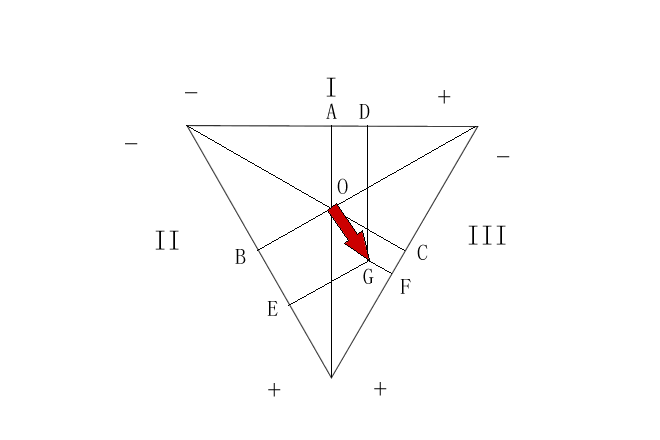
埃多芬三角。途中所示的心电轴为“心轴不偏”。详细作图方法请参考文中内容。

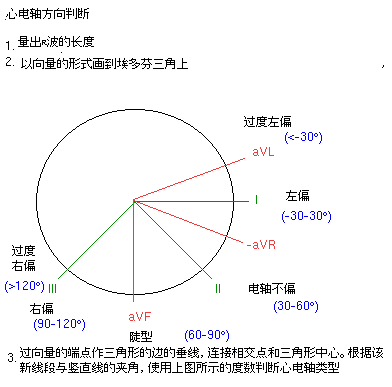
Cabrera圆所示的心轴类型

心电图各波

在心脏电传导的每一瞬间，全心多处心肌细胞会發生大小和方向有异的瞬间电流。这些瞬间电流可以看作是一个个向量。根据向量的平行四边形法则，可以综合这些向量为一综合向量。这些综合向量先被投影到身体的冠状平面上，然后这个投射向量再向三个心电图导联轴投影，作出其随时间变化的曲线图，即为心电图。将三个导联轴的R波的大小测量出来，并在Einthoven三角三边中点根据方向和R波大小作出线段的一新端点，过该端点作该轴的垂线，三垂线通常会相交于一点（有时是形成一个三角形）。连接三角形的中心和三垂线的交点。该线段即为室间隔的轴，也可视为心的长轴。而综合向量所代表的电流的方向，就是由该三角中指向该交点的方向。根据这个方向与竖直线的夹角的大小，可以将心轴归类。

### 心肌细胞的兴奋-收缩偶联过程
电兴奋要通过一个中介过程，和肌肉收缩联系起来。这个过程被称为兴奋-收缩偶联。在心肌细胞，自律心肌细胞带来的自律性兴奋会通过这一过程引起工作心肌细胞的收缩。
过程如下：
- 肌肉细胞膜上的动作电位沿着细胞膜和细胞膜延续形成的横管膜扩散至终末池。同时激活横管膜和肌细胞膜上的L型Ca2+通道，即二氢吡啶受体。
- 钙离子通过二氢吡啶受体内流激活了终末池上的钙通道（ryanodine受体，在骨骼肌则是通过二氢吡啶受体直接与ryanodine受体机械接触发生变构作用而将后者激活），终末池的钙离子进入肌浆，这种激活方式被称为钙离子介导的钙离子释放。
- 钙离子与肌钙蛋白结合，引起后者构象变化，牵动原肌凝蛋白，暴露了肌纤蛋白上横桥（有ATP酶的作用）结合位点，两者结合，ATP水解释放能量，引起横桥向M线内扣，拉动细肌丝。然后是横桥与肌纤蛋白分离，再与下一个肌纤蛋白上的结合位点结合，再牵拉。这个过程不断循环。引发肌肉收缩。注意：此处涉及肌丝滑行理论。请见肌肉中收缩一节。
- 钙离子浓度的升高，同时会激活肌浆网上的钙泵。胞浆中的钙被回收到肌浆网。肌肉舒张。

## 心的生理功能
心臟的主要功能是泵血，（心脏还有内分泌功能）右心房與右心室負責將低含氧的靜脈血送到肺進行氣體交換，左心房與左心室負責將肺部回來的高含氧血經主動脈送到全身。

### 血液的流入流出
右心房接受上下腔静脉的含氧量低的静脉血。心脏收缩泵出右心室中的血液后舒张，会造成右心室（左心房和左心室一样）负压，使得右心房的血液通过三尖瓣流入右心室。这些血液在然后在心脏收缩的时候被射到肺动脉，进入肺循环。肺动脉瓣会防止血液倒流。在肺进行过气体交换后，含氧量高的血液会顺着肺静脉流到左心房。然后经过二尖瓣流入左心室。左心室内的血液会在心脏收缩时被射到主动脉，进入体循环。

### 心动周期与泵血过程
人们将心脏一次舒张和收缩构成的机械活动周期称为一个心动周期。因为心室在心脏泵血中起到主要作用，所以心动周期会被看成是心室的活动周期。
心房和心室在一个心动周期中各有一舒张期和收缩期。心房心室的活动有先后之分，但左右心房和心室的活动则是同步的。以一个正常的心动周期为0.8秒为例：
一个心动周期以两心房的收缩开始，这个过程持续0.1秒，接着是0.7秒的舒张。在心房开始舒张不久，心室开始收缩，持续0.3秒。这个收缩期可分为：等容收缩期和射血期，这将会后述。接着心室舒张0.5秒。心室舒张的前0.4秒，被称为全心舒张期，因为此时心房也处于舒张期。

### 心室收缩期

收缩

- 等容收缩期：这期间，心室不断收缩，但造成的压力一方面仍不足以冲开心瓣，射到肺动脉或主动脉中。另一方面，这压力会造成三尖瓣和二尖瓣的关闭，因为舒张的心房提供的压力比正开始收缩的心室的压力要低。瓣的关闭防止血液从心室倒流到心房。心室容积在此期间恒定。这也是其名字由来。可以作如此联想：用手抓压一水球（灌水的气球），但水球并未破裂（球内水压力不足以撑破水球）。过程中水球的容积不变。
- 射血期：当心脏收缩到一定程度时，即是心室压大于肺动脉或主动脉压时，心瓣会打开。血液会迅速被射入动脉中。这个过程分为快速和减慢射血期。在减慢射血期后期，血液靠的是其动能，而不是心室内压，进入动脉的。续前面提到的联想，当手提供的压力足够大时，水球内的水会撑破水球，迅速流向压力低的外界空气中。

### 心室舒张期

舒张

在完成收缩后，心室会舒张，这可分为：等容舒张期，心室充盈期和心房收缩期三期。
- 等容舒张期：此时室内压迅速下降。动脉血的倒流导致了心瓣的关闭。室内压仍比房内压高，房室瓣仍关闭。心脏成为一個封闭的腔，容积不变。
- 心室充盈期：当室内压下降到低于房内压时，血液会从心房流入心室。心室容积增大。充盈期也分为快速和减慢充盈期两期。
- 心房收缩期。心室舒张的最后0.1秒正是心房收缩的开始。心房的收缩主动泵血进入心室。但前面提到，心室的充盈靠的主要是心室负压。心房收缩的主动泵血只提供了心室10到30%的充盈血量。

若心动周期缩短，舒张期会比收缩期缩短明显，心臟的功率藉此加强。但是休息时间的缩短，不利于其持久工作。

## 心泵功能的储备
心脏具有因机体需要而增加心输出量的能力，被称为心力储备。心脏的最大心输出量可达35L，为静息时的8倍。心力储备体现在搏出量储备和心率储备两方面。
搏出量储备是指静息时心室收缩末期容积与心室作最大射血后心室余血量之差。这可使每搏输出量增大30到40mL左右。
心律若过快，反而因为充盈不足而导致每搏输出量减少。健康成人心输出量因心律增多而加大的心律范围为每分钟160到180左右。这比静息时每分钟70下增加了近100下。

## 心脏功能的调节
哺乳动物的心跳受自律神经系统，荷尔蒙和温度的影响。

### 自身调节
当回心血量增大时，心肌纤维会被拉得更长，心壁会受压，这正能够使得心肌的收缩力上升：前负荷的增加使得心肌的初长度变大，在一定范围内，心肌的这种初长度的增大会使得其更接近最适初长度，而发挥更大的收缩力。心脏自身这种快速调节能够对回心血量作出精细有效的调节（异长自身调节，也即弗朗克斯大林机制）。

### 神经调节
心臟的泵功能会受到神经调节。交感神经和副交感神经的共同作用，使得心脏能为身体在各种状态下提供合适的工作效率。
心交感神经的节前神经元位于脊髓胸段1到5节中间外侧柱，释放乙酰胆碱激活节后神经元。节后神经元为肾上腺素能神经元。其释放的去甲肾上腺素和心肌细胞膜上的beta1肾上腺素能受体相结合，（心肌也有alpha受体，但作用不大，生理功能未完全明了。）激活cAMP，通过第二信使系统传达调节信息，激活心肌细胞膜上的钙通道，引起钙离子内流。交感神经对心臟的作用是加快心率，增强其收缩力和加快传导速度。可概括为：正性变时，变力，变传导作用。此外，交感神经还有通过帮助打开肌小节内浆网ATP酶（SERCA Sarko-Endoplasmatic-Reticulum-ATPase）加快心肌舒张过程，扩大冠状血管管径的作用。所有这些作用，都可以看作是加强心脏功能。
心的副交感神经调节是通过心迷走神经实现的。迷走神经节前节后神经元都是胆碱能神经元。节后纤维释放的乙酰胆碱能与心肌细胞的M胆碱能受体结合，激活G蛋白。G蛋白使细胞膜超极化，降低cAMP活性。其功能和心交感神经互为拮抗。即：负性的变时，变力，变传导作用。
在大多数情况下，心迷走神经的作用比交感神经的作用强。

### 体液调节
血液中的肾上腺素和去甲肾上腺素能引起心律加快，心收缩力增强，传导速度增快。

## 心音
一般我們常聽到的心音有第一心音（S1）和第二心音（S2），當我們用一般的聽診器聽診，就會聽到（lub－dub）的聲音，（lub）就是第一心音，（dub）就是第二心音。
第一心音发生在心缩期，是其开始的标志。音调低而时间长。这是由于血液冲击血管，及产生的涡流，还有房室瓣的突然关闭引起的。
第二心音发生在心室舒张期，音调高而时间短。是因为主动脉瓣与肺动脉瓣关闭而产生的。
第三心音出現於第二心音之後，又稱為心闖音。发生在快速充盈期末，低频低振幅。它可能是由于心室快速充盈期末血流速度的改变，引起心壁和瓣膜的震动而造成的。第三心音可能出現在小孩、年輕的成人或懷孕晚期的女性身上。
第四心音又称为心房音，它是由于心房收缩，心室主动充盈所引起的心壁和瓣膜震动引起的。第四心音也可能出現在小孩、健康的運動員和健康且無心臟病的老人身上。
第三心音和第四心音也可能出現在病理情況中，如心肌梗塞（myocardial infarction；MI）或心衰竭（heart failure）的病人身上聽到。

## 心的分泌功能
心脏可以分泌两种肽类激素，其一为心房鈉尿肽（Atrial Natriuretic Peptide，ANP，又称心钠素），由心房肌细胞分泌。其生理作用是利钠、利尿，减少静脉回流，降低中心静脉压，使心输出量降低和血压下降等。
當血液中鈉離子濃度或血漿體積增多時，靜脈回流增加，使心房肌細胞被拉長而受到刺激，因而分泌ANP。ANP經血液循環抵達腎臟，抑制腎小管（尤其是集尿管）再吸收鈉離子和水，使尿流量增加，幫助血液體積恢復正常。ANP
抑制腎素（Renin）、血管緊張素（AngiotensinII）、醛固酮（Aldosterone）、抗利尿激素（ADH）的分泌，間接減少了鈉離子的再吸收。ANP亦可使腎絲球的系膜細胞（mesangial cell）鬆弛，增加過濾作用的有效面積，使鈉離子排出量增多。此外，ANP降低血管平滑肌對血管收縮劑的有效反應，因而降低血壓。
腦下腺前葉及腦中亦有ANP，但其作用仍不明。
而另外一种由心分泌的物质则是B—型钠尿肽（B—type natriuretic peptide，简称BNP），1981年由De Bold发现。BNP是由心室分泌的，特别是左心室。分泌时有32个氨基酸残基的贮存型proBNP会分解为无活性的N端前BNP和有内分泌活性的BNP。两者都会进入血液循环。BNP有着与ANP相似的生理功能，即利钠，利尿，抑制RAA系统和扩张血管。在临床方面，BNP被视为心力衰竭患者预后指标，甚至有助于治疗心衰。
而1990年科学家在神经系统又发现了这种蛋白家族的另一成员C-型钠尿肽（CNP，C type natriuretic peptide），其在血管中的浓度很高，特别是在血管内皮。CNP不是由心脏组织分泌，而主要是由脑、脑下腺、血管内皮、肾脏及女性生殖部位等来分泌。CNP具有扩张血管、抗细胞分裂和抗SMC迁移的功能。而且，CNP还能防止心脏肥厚的发生。

## 心脏疾病和治疗
在医学中心脏病学是内科学中专门研究心脏疾病和传统治疗手法的学科（而手术则是由心脏外科负责的）。该学科分为先天性心脏病，冠状动脉病，心力衰竭，瓣膜病和电生理几个部门。而儿童心脏病学则作为儿科学的一个部门。
常见的心脏疾病或症状，以及治疗药物如下：
- 心律失常，成因：异常起搏点自律性增高，后除极和触发活动和折返激动。药物：钠通道阻滞药，Beta肾上腺受体阻断药，延长APD药和钙拮抗药。
- 心力衰竭，即心衰。心脏泵功能减弱。药物：RAAS系统抑制药，利尿药，Beta受体阻断药，强心苷类。
- 心绞痛，心肌缺血的常见症状，心肌耗氧与供氧失调。药物：硝酸酯类药物，Beta肾上腺受体阻断药，钙拮抗药。
- 心肌病
- 瓣膜病
- 冠状血管病，治疗：心脏搭桥

对患瓣膜病的病人可能需要更换瓣膜。而新的瓣膜对于病人来说是外来物，病人可能由此需要服用大量免疫抑制药。
心脏移植手术成功已有报道。

## 醫學研究歷史

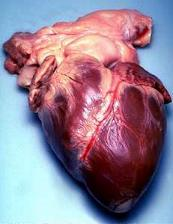
人类心臟

### 西醫學

#### 心脏的生理研究
人类对心脏的研究是与血液循环联系在一起的。早在古希腊时代，希波克拉底就已认为，心脏有两心房和两心室。亚里士多德认为心脏是血管系统的中心。但他还不知道血管有动静脉之分。后来一位古罗马的医生盖仑，通过自己大量解剖实验得出结论，血管裡流的是血液。但是盖仑的理论也不完全符合今天人们的认识。他认为血液不能循环，当它们在血管流过之后，便消失在人体远端。
欧洲文艺复兴时期，比利时的维萨里和西班牙的塞尔维特质疑盖仑的理论，后者更是认为心肺之间存在小循环。维萨里因此被宗教裁判所判处死刑。塞尔维特后来也在“异教徒”的罪名下被执行了火刑。而多才多艺的列奥纳多·达芬奇通过秘密解剖，提出了心脏内分四腔。
1578年出生在英国福克斯通镇的医生威廉·哈维所发表的《心血运动论》是生理学诞生的标志。哈维也是通过逻辑推理，以及解剖大量的动物（蛇和兔）得出该结论的。《心血运动论》指出人体的血管是一个封闭的管道系统，血液能循环流动，血液从静脉流入心脏而借道动脉而流往身体其他各处，而其动力来源于心脏。由于当时没有显微镜，哈维并未能发现毛细血管，但他却预言了其存在。
目前世界各国对心脏生理，病理和药理学等方面都展开了广泛研究。例如为外周动脉堵塞（pAVK）患者利用干细胞再造血管，为心瓣膜发生病变的病人提供人造瓣膜。还有很多国家为治疗心律失常而投入到心脏起搏与心脏电生理方面的研究之中。

#### 心脏手术
因为手术需要没有血的手术视野，因此心脏手术十分困难，一度被认为是禁区。奥地利著名医生西奥多·比尔罗特曾说过：“在心脏上做手术，是对外科艺术的亵渎。任何一个试图进行心脏手术的人，都将落得身败名裂的下场。”
20世纪，心脏手术终于出现了突破。先后出现了BT分流、降低体温暂停血液循环、体外心肺循环等技术。

#### 心脏的心理方面研究
西方传统观点认为，心脏只是输送血液的动力泵，大脑才是决定整个身体情感、精神、认知的智能中枢。如果将大脑比作身体帝国的皇帝，那心脏只不过是个能源部长。
但是HeartMath的创始人Childre博士发现，其实心脏可以通过影响情感来影响大脑认知，它远非不起眼的小角色，它对这个帝国的大事也有重要的决定权。

### 中醫學

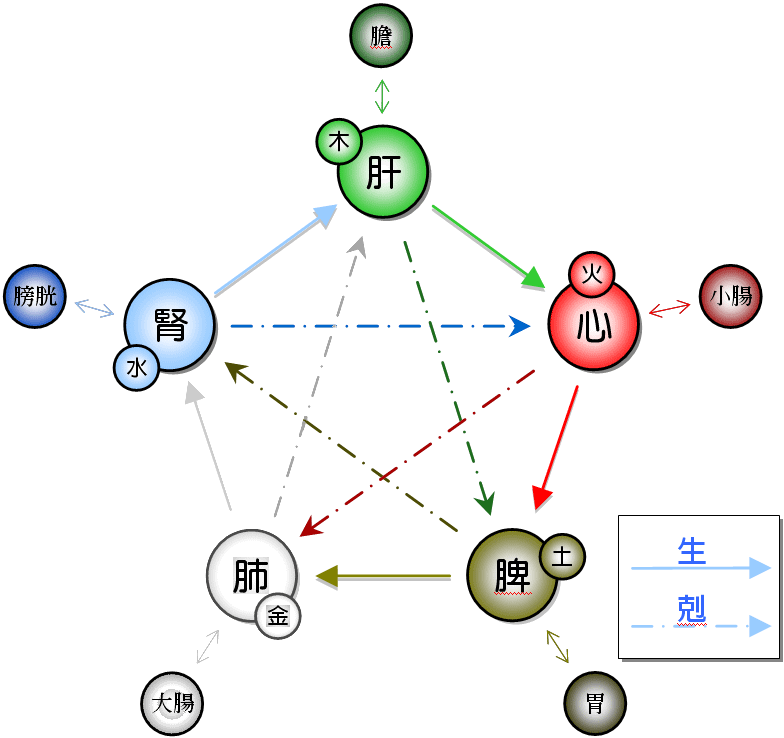
傳統醫學體系中的，心在五行中屬火，圖為心與其他臟腑的生剋關係。

古代中國關於心的解剖，最早的記載見於《史記·殷本紀》：「比干強諫，紂怒曰：『吾聞聖人心有七竅，剖比干觀其心』。」傳統中醫認為，心為一身的君主，臟腑百骸均遵從其號令，人的聰明智慧也是從心而出。
在中醫傳統理論中，心與小腸通過經脈相互絡屬而構成表裡關係。此外心具有推動血液在脈管中運行的功能。並且與舌的色澤、味覺、運動及语言相聯繫。也與汗液的生成排泄有關，主宰人體生命活動及精神、意識、思維活動的功能。
心與精神思維的緊密關係，也就是「心為神主」的概念，是中醫裡的重要理論之一。不過明朝以後，開始有中醫學家對藏神的所在處，提出不同的看法。如明朝李時珍在《本草綱目·辛夷》裡指出：“腦為元神之府”。不過這樣的想法並未如舊有的觀點般普及。

### 藏醫學
藏醫對心臟的發生、解剖位置、形態、生理功能有獨特的觀點
心臟的解剖位置與形態：
- 心臟在上體腔正中，猶如坐在寶座上的國王一樣，它是生命依附之處，是人體最為要害的器官。
- 心是“黑色命脈”（血管）結成的果實，形如含苞未放的蓮花。
- 心尖朝下，也就是全身“血與風（氣）元素混合的紅脈”和“血與火元素混合的黑脈”之海洋。
- 心臟內有“持心脈”（音譯：義桑瑪）分布，心包有六根脈絡聯絡。
- 心是動脈“若、姜、吾”三脈會合之處。
- 《四部醫典》：「心臟如同國君正危坐，肺五母葉就是五大臣，肺五子葉好像五太子。肝脾猶如大小兩妃嬪，腎如外相力士頂大樑」
- 《藍琉璃》：「心臟如八瓣蓮花狀，中心有馬尾絲狀‘阿哇杜德’脈之王，四周和上下有六條空心分支脈，上名為綠脈，下名為青脈，東為黑脈，南為紅脈，西為黃脈，北為白脈。東脈主聽覺，南脈右側主視覺，西脈背面主嗅覺，北脈左面主味覺，上綠脈主身，下青脈主意識，是六識流通之處」

心臟的生理功能：
- 心臟是人體生命依存的中心，故稱之為君主臟器。
- 心是五元素（地水火風空）中，空元素的精華所藏之處；是三因素（隆、赤巴、培根）中，“隆”和“培根”的基地。
- 心與小腸皆屬火，火元素的精華藏於心，而其糟粕聚於小腸，心與小腸相表裡。
- 心開竅於舌，使舌的味覺靈敏，若心有疾病，舌便出現異常變化。

心臟與血液循環
- 心臟在流通於孔道意識的作用下，跳動不止。
- 心臟是“遍行隆”存在的中心，遍行隆由此運行於全身。遍行隆將心臟中的隆（氣）和血液源源不斷的推送到“阿瑪脈”等脈道後，遍佈全身。同時又通過體內精華運行的七孔道將七精華輸送到全身各部，從而營養身體，潤澤肌膚。七精華（飲食精微、血、肉、脂肪、骨、髓、精液）的精光存留在心臟，形成人的精神，使人精神光澤，面有華色。

心主意識
- 心臟又是“能作赤巴”存在的部位，依靠能作赤巴的功能，使心主意識和精神，壯膽量、生謀略、長驕傲、滋慾望等。

心臟發生病變
- 出現神志不安、意識模糊、喜怒無常、精神萎靡、健忘、譫語狂妄、倦怠無力、面色蒼白、容光失華等症狀。

心臟的胚胎發育：精血受孕後的第五-九週，這時的胎兒形狀與魚相似，故稱為“魚期”。
- 第五週：在“正聚隆”的作用下，胎兒從以前較軟的血肉團逐漸變硬，生出“臍脈輪（卵黃循環）”，像車輪輻條樣射向四方，位於第十六椎正前方，是產生所有脈絡的基礎脈叢。
- 第六週：在“食隆”的作用下，從臍脈輪中央生出命脈，此脈是所有動脈的主幹生命和氣血所依賴的脈絡，長約新生兒的十六橫指長，向上延伸，端點在第八椎骨正面，形成“心臟脈輪（心管、腹大動脈）”。
- 第七週：在“作卷隆”的作用下，從心臟脈輪中伸出一支命脈向上延伸三十橫指長，端點在頭頂處，形成“頭頂脈輪（頸內動脈）”。與此同時，從臍脈輪中伸出一支命脈向下延伸十四橫指長，端點在陰部，形成“陰部脈輪（背大動脈）”。

## 延伸阅读
- 土旦次仁、強巴赤列、措如次朗等，《中國醫學百科全書·藏醫學》，上海科學技術出版社（1999年），ISBN 978-7-5323-4979-1
- 宇妥·元丹貢布著、李永年譯，《四部醫典》，人民衛生出版社（1982年）
- 中国大百科全书电子版，生物卷，《心脏》条目
- 林佑穗譯，《Guyton新編蓋統醫用生理學》，台北，合記圖書出版社（2000年），ISBN 978-957-666-677-3
- Andreas Held: Prüfungs-Trainer Biologie der Tier,2004 Spektrum Akademischer Verlag
- Milton Hildebrand, Geoge E.Goslow: Vergleichende und funktionelle Anatomie der Wirbeltiere(2004) Springer-Verlag Berlin Heidelberg New York
- Robert F.Schmidt, Florian Lang, Gerhard Thews: Physiologie des Menschen mit Pathophysiologie (2005) Springer-Verlag Berlin Heidelberg New York